# Nemzeti Adó- és Vámhivatal
A Nemzeti Adó- és Vámhivatal (rövidítve: NAV) államigazgatási és fegyveres rendvédelmi feladatokat ellátó központi hivatalként működő központi költségvetési szerv, amely feladatait központi és területi szervei útján látja el. Alapítása 2011. január 1-jével a 2010. évi CXXII. törvény (továbbiakban: NAV tv.) által történt a kb. 15 000 fős Adó- és Pénzügyi Ellenőrzési Hivatal (APEH) és a mintegy 7000 fős állományú Vám- és Pénzügyőrség összevonásával.

## Története
Elődjei az 1867-ben alakult Magyar Királyi Pénzügyőrség és az 1987-ben alakult Adó- és Pénzügyi Ellenőrzési Hivatal (APEH), a pénzügyminiszter irányítása és felügyelete alatt álló, önálló jogi személyiséggel rendelkező, országos hatáskörű, önállóan gazdálkodó közigazgatási szervek voltak.
A Vám- és Pénzügyőrség  felállításáról a 2011. január 1-től hatálytalan 2004. évi XIX. törvény rendelkezett. Ez a törvény 2004. május 1-jén (a Magyar Köztársaságnak az Európai Unióhoz történő csatlakozásáról szóló nemzetközi szerződést kihirdető törvény hatálybalépésének napján) lépett hatályba. 
2011. január elsejével a Vám- és Pénzügyőrséget összevonták az APEH-hal, és létrejött a Nemzeti Adó- és Vámhivatal (NAV).
2024. évre a foglalkoztatottak tervezett átlagos statisztikai állományi létszáma 18 400 fő
A Vám- és Pénzügyőrség és az APEH összevonását követően az alkalmazottak között voltak hivatásos állományba tartozóak (pénzügyőrök), illetve az adóhivatal tisztviselői, az állomány vegyes képet mutatott. A Nemzeti Adó- és Vámhivatal személyi állományának jogállásáról szólő 2020. évi CXXX. törvény 2. §-a határozza meg a jelenlegi alkalmazottakra vonatkozó rendelkezést. 
A törvény szerint a NAV személyi állománya a következő összetételű:
- adó- és vámhatósági szolgálati jogviszonyban (a továbbiakban: szolgálati jogviszony) álló
- - tisztviselői státuszú foglalkoztatottakból, és
- - pénzügyőri státuszú foglalkoztatottakból [az aa) és ab) alpontban foglaltak a továbbiakban együtt: foglalkoztatott],
- munkaviszonyban álló munkavállalókból és
- tisztjelölti szolgálati jogviszonyban (a továbbiakban: tisztjelölti jogviszony) álló pénzügyőr tisztjelöltekből (a továbbiakban: tisztjelölt) áll.[4]

## Jogállása és szervezeti keretei
A NAV jogállását a NAV tv. fogalmazza meg:
- államigazgatási és rendvédelmi funkciókat is ellát egyidejűleg meghatározott szervei útján;
- központi hivatalként működik kormányrendeletben kijelölt miniszter irányítása alatt;[6]
- a NAV vezetőjének feladat- és hatásköreit kormányrendeletben kijelölt államtitkár gyakorolja;
- központi költségvetési szerv.

A NAV központi (Központi Irányítás és Bűnügyi Főigazgatóság) és területi (a vármegyei (fővárosi) adó- és vámigazgatóságok, Fellebbviteli Igazgatóság, NAV nyomozóhatósági feladatokat ellátó területi szervei, valamint a Kormány rendeletben meghatározott igazgatóságok, intézetek)  szervekkel rendelkezik.

## Feladatai

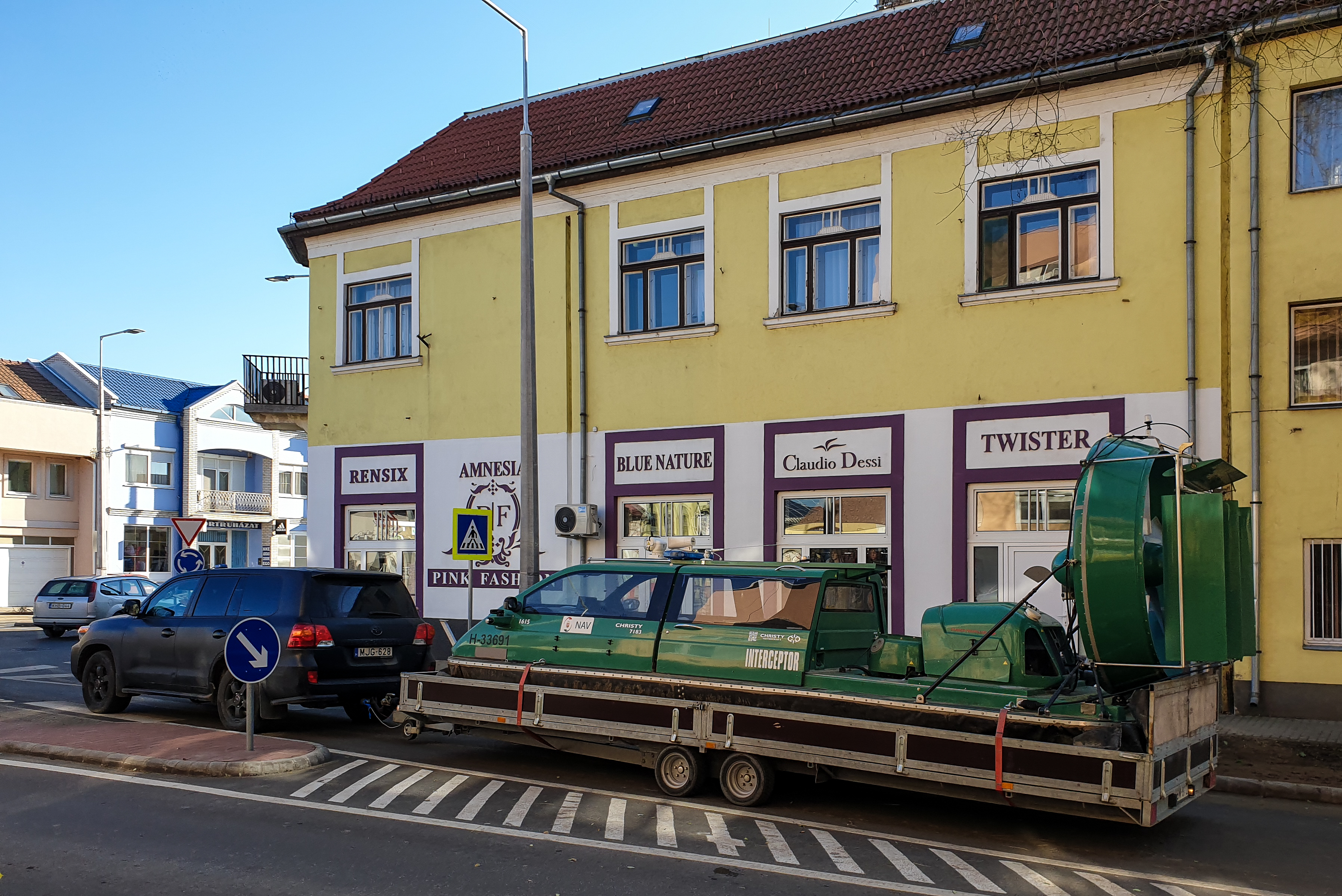
A NAV sekély vizekre kialakított elfogó hajója

Alaptevékenysége az adók, illetékek, vámok beszedése, a vonatkozó jogszabályok betartatása, szabályszegések szankcionálása. A NAV vezetőjének négy szakmai helyettese van:
- adószakmai ügyekért
- adó- és vámszakmai hatósági és felügyeleti ügyekért
- bűnüldözési és nyomozóhatósági feladatok ellátásáért
- vámszakmai és nemzetközi ügyekért felelős elnökhelyettes. ű

A 2018. évi országgyűlési választások után a NAV korábbi vezetőjének megbízatása megszűnt, a korábbi bűnüldözési és nyomozóhatósági feladatok ellátásáért felelős helyettes államtitkár, Sors László vezette a szervezetet államtitkárként, 2021-ig.
Feladatai közé tartozik a teljesség igénye nélkül (részletezi a NAV tv. 13. §-a):
a) a részben vagy egészben a központi költségvetés, a Nyugdíjbiztosítási Alap, az Egészségbiztosítási Alap vagy az elkülönített állami pénzalap javára teljesítendő kötelező befizetés,
b) a központi költségvetés, az elkülönített állami pénzalap terhére juttatott támogatás, adó-visszaigénylés vagy adó-visszatérítés,
c) a közösségi vámjog végrehajtásáról szóló törvény hatálya alá tartozó kötelező befizetések megállapítása, beszedése, nyilvántartása, végrehajtása, visszatérítése, kiutalása és ellenőrzése, feltéve, ha törvény vagy kormányrendelet eltérően nem rendelkezik.
A NAV jogkörei:
- adóigazgatási,
- vámigazgatási,
- bűnüldözési és nyomozóhatósági,
- rendészeti és igazgatási,
- a NAV tv. 13. § 9. bek-ben megfogalmazott egyéb feladatok (nemzetközileg ellenőrzött termékek és technológiák forgalmának ellenőrzése, nemesfémforgalom és fémjelzéssel kapcsolatos feladatok,  a vám-, a jövedéki, a szabálysértési és egyéb eljárások során keletkezett, a feladat- és hatáskörébe tartozó adatok kezelését,a fémkereskedelmi hatósági feladatokat,a környezetvédelmi termékdíjjal és a regisztrációs adóval kapcsolatos adóztatási és ellenőrzési feladatokat).

A NAV tv. 14. §-a feladatként határozza meg a Rendőrséggel történő együttműködés a meghatározott jogszabályok szerinti ügyekben.
Jövedéki adóval kapcsolatos ügyekben szintén a NAV jár el.

## Szervezeti felépítése
A Nemzeti Adó- és Vámhivatal három nagyobb szakágból tevődik össze. Ezek egyike az APEH jogutódjaként működő adóigazgatási szervezet és VP jogutódjaként működő vámigazgatási szakterület. Ezen két szakterület a NAV létrejöttének időpontjában terültenként még külön irányítás alatt álltak,majd ezt követően az integráció elősegítése céljából összevonásra kerültek egy-egy vármegyei igazgatóságba.A vámigazgatási szakág megszűnt centralizált rendvédelmi szervként működni.  A bűnügyi szakág különálló, amelynek személyi állományát főként a Vám- és Pénzügyőrség korábbi hivatásos állományú tagjai és kormánytisztviselői alkotják.  A Bűnügyi Főigazgatóság, mely adózással kapcsolatos és egyéb pénzügyi-gazdasági bűncselekmények felderítésére és nyomozására szakosodott, dolgozói jellemzően fegyveres állományúak. A NAV bűnügyi szervezetének személyi állományába tartozó pénzügyi nyomozók legnagyobb részt a Nemzeti Közszolgálati Egyetem pénzügyi nyomozói szakáról kikerülő tisztekből kerül feltöltésre.
A NAV elnökének feladat- és hatáskörét 2025. január 1. óta a Nemzetgezdasági Minisztérium (a továbbiakban: NGM, míg előtte a Pénzügyminisztérium (a továbbiakban: PM)) – a Kormány eredeti jogalkotói hatáskörében kiadott rendeletében – kijelölt államtitkára gyakorolja. Az  elnökhelyettesek felett az irányítási jogkört az elnök gyakorolja..
A NAV elnökhelyettesei: 
- adószakmai elnökhelyettes
- bűnügyi és rendészeti elnökhelyettes
- erőforrás-gazdálkodási elnökhelyettes
- informatikai elnökhelyettes
- jogi elnökhelyettes
- nemzetközi elnökhelyettes

A szervezeti felépítés a 2024. év állapot szerint kétszintű. 

A Központi Irányítás (KI) mellett a Bűnügyi Főigazgatóság képezi a központi szerveket. A Bűnügyi Főigazgatóság alá 7 bűnügyi igazgatóság tartozik, amelyek regionális szinten működnek, ezek a főigazgatóság területi szervei. 
| KÖZPONTI SZERVEK | - Központi Irányítás - Bűnügyi Főigazgatóság |
| TERÜLETI SZERVEK | - vármegyei (fővárosi) adó- és vámigazgatóság (vármegyék székhelyein, illetve Észak-budapesti Adó- és Vámigazgatósága, Dél-budapesti Adó- és Vámigazgatósága, Kelet-budapesti Adó- és Vámigazgatósága) - Kiemelt Adó- és Vámigazgatóság - Repülőtéri Igazgatóság - Fellebbviteli Igazgatóság - Bevetési Igazgatóság - Szakértői Intézet - Informatikai Intézet - Képzési, Egészségügyi és Kulturális Intézet - Gazdasági Ellátó Igazgatóság - Tájékoztatási Igazgatóság |

## Elnökei
- Vida Ildikó (2011–2015)
- Tállai András (2016–2018)
- Sors László (2018–2021)
- Vágujhelyi Ferenc (2021-től)